# Santuario della Madonna del Ponte (Partinico)
Il santuario della Madonna del Ponte si trova sulla strada provinciale 63, nel territorio di Partinico (Palermo), a qualche chilometro dallo svincolo di Balestrate dell'autostrada A29.

## Storia
Nel 1306,  re Federico II d'Aragona, devoto a Maria Santissima Annunziata e in ringraziamento per le grazie ricevute, diede in dono le terre vicino ad Altofonte agli abati Cistercensi, affinché vi fosse costruita un'abbazia per accrescere il culto di Maria.
Tre anni dopo il re, visti i meriti degli abati, volle donare anche le terre del parco di Partinico  che negli anni precedenti era stato devastato dai saraceni: toccava quindi agli abati provvedere alla ricostruzione di questo paese, ma bisognò aspettare fino al 1430 circa per vederne l'inizio.
Essi dotarono la cittadina di Partinico con uno stemma e si preoccuparono di ripopolarlo; un gruppo di monaci si stabilì nel bosco, allo scopo di amministrare i beni ricevuti e dare un'istruzione civile e religiosa ai nuovi coloni.
Fu l’abate Pietro Guzio a dare inizio al restauro di  una chiesetta per consentire a Federico II di partecipare alla messa quando era a caccia in quella zona. 
Nel 1774 re Federico III contribuì finanziariamente alla ristrutturazione del santuario: esso fu allargato con tre navate, e le volte sorrette da quattro colonne con basi e capitelli di stucco.
Per soddisfare il desiderio di tutta la comunità partinicense, riconoscente verso la Madonna che la aveva liberata dal colera del 1854, fu avanzata la richiesta dell'incoronazione della Sacra immagine, che avvenne nel 1861; nell’occasione ci furono 5 giorni di festeggiamenti.
Nel 2000, in occasione del Giubileo dell'Incarnazione, il santuario è stato scelto come meta di pellegrinaggio per ottenere le indulgenze plenarie, e nel  2010  è stato associato alla basilica di Santa Maria Maggiore di Roma.

## Quadro

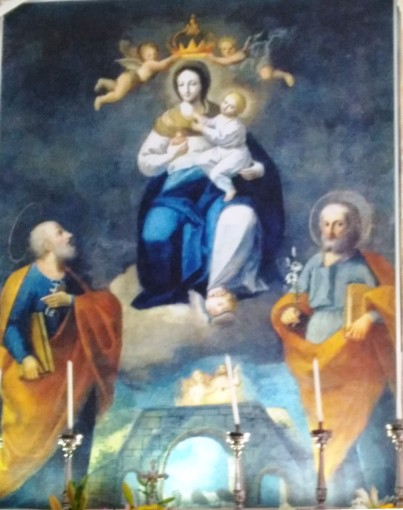
La tela del 1819, opera di Vincenzo Manno

La prima immagine fu una copia in pittura o in scultura di quella che si onorava ad Altofonte ed ancora lì esistente; in seguito questa copia si rovinò col passare degli anni. 
Nel 1669 il vescovo di Mazara del Vallo diede il permesso di innalzare un altare nella chiesa madre di Partinico con l’immagine di Maria Santissima del Ponte.
Nel 1795, a causa dell’umidità che aveva compromesso il quadro, ne fu fatta dipingere un’altra copia al pittore Domenico Ferrandina sulla vecchia tela ormai consumata; l’attuale dipinto è opera di Vincenzo Manno (1819), e nel corso dei tempi la tela è stata sottoposta a dei piccoli restauri. 
La Madonna è rappresentata in trono:  con un braccio tiene Gesù Bambino che tende le mani verso di lei, e con un cuore nella mano destra; ai due fianchi ci sono san Pietro, con libro e chiavi in mano, e san Paolo (secondo altri san Giovanni Apostolo) con un libro e giglio.
Nella parte sottostante è visibile un ponte, che richiama il vecchio ponte sul fiume Jato che si trova lì vicino.

## Festeggiamenti
La settimana dopo Pasqua si celebrano i festeggiamenti in onore della Madonna del Ponte: soprattutto dal giovedì al sabato, migliaia di fedeli (anche dai paesi vicini) si recano in pellegrinaggio, con le fiaccole accese, verso il Santuario:  allo stesso tempo si svolgono degli eventi folkloristici.
La domenica della festa, alle dodici esatte,  il quadro viene collocato sopra una vara e si avvia verso Partinico: qui arriva in serata, accolto dalle autorità civili,  dal clero e dalla cittadinanza; quindi fa il giro delle vie cittadine. 
Verso la mezzanotte la processione arriva in Chiesa madre, dove la tela rimarrà e la gente si reca per pregare la Beata Vergine; in agosto, il popolo di Partinico festeggia per altri tre giorni, anche con manifestazioni folkloristiche, e nel mese di novembre, il quadro fa ritorno al santuario.
La festa interessa gli abitanti di Partinico, Balestrate, Trappeto e Alcamo; secondo la tradizione se il quadro  esce dalla chiesetta alle ore dodici precise esso apparterrà ai partinicesi, se esce in ritardo (fino alle 12,30), sarà degli alcamesi, se dalle 12,30 alle 13,00 ai balestratesi, e infine, dei trappetesi.
Infatti, secondo Giuseppe Pitrè, la leggenda racconta che furono quattro persone dei paesi vicini, a contendersi il possesso della statua della Madonna ritrovata "miracolosamente" in una grotta; visto che il carro con la statua non si spostava per portarla in nessuno dei loro paesi, decisero di edificare una chiesetta dove poter venerare insieme la sacra statua.

## Scalinata in ceramica
Recentemente sono state collocate nel piazzale alcune raffigurazioni dei Misteri, realizzati in ceramica da Maria Fratusco di Altamura,  mentre la caratteristica pavimentazione dell’ampia scalinata è stata fatta con piastrelle in ceramica, da Rossano La Verde e Giuseppe Castagna, artigiani locali.
Queste  ceramiche, che si ispirano allo stile di Caltagirone, recano le immagini di alcuni santi e beati cari ai fedeli  partinicesi, come Pina Suriano, madre Margherita Diomira Crispi, Madre Maria Rosa Zangara, San Leonardo di Limoges, San Gioacchino  e il Cristo Pantocratore di Monreale; altri motivi ornamentali sono le arance, i limoni, i melograni, le barche di pescatori e i fiori di questa terra.